# Liste der Bodendenkmäler in Hummeltal
Auf dieser Seite sind die Bodendenkmäler in der oberfränkischen Gemeinde Hummeltal zusammengestellt. Diese Tabelle ist eine Teilliste der Liste der Bodendenkmäler in Bayern. Grundlage ist die Bayerische Denkmalliste, die auf Basis des Bayerischen Denkmalschutzgesetzes vom 1. Oktober 1973 erstmals erstellt wurde und seither durch das Bayerische Landesamt für Denkmalpflege geführt wird. Die folgenden Angaben ersetzen nicht die rechtsverbindliche Auskunft der Denkmalschutzbehörde.

## Bodendenkmäler in Hummeltal
| Lage       | Objekt | Akten-Nr.     | Bild |
| ---------- | --- | ------------- | ---- |
| (Standort) | Bestattungsplatz mit verebneten Grabhügeln vorgeschichtlicher Zeitstellung mit Bestattungen der Hallstattzeit.       | D-4-6035-0015 |      |
| (Standort) | Höhensiedlung der Urnenfelderzeit und der Hallstattzeit sowie Abschnittsbefestigung vorgeschichtlicher Zeitstellung. | D-4-6134-0024 |      |
| (Standort) | Mittelalterlicher Turmhügel.                                                                                         | D-4-6134-0087 |      |
| (Standort) | Siedlung der Hallstattzeit.                                                                                          | D-4-6135-0014 |      |
| (Standort) | Siedlung vor- und frühgeschichtlicher Zeitstellung.                                                                  | D-4-6135-0093 |      |